# Morti il 27 novembre
| Questa pagina contiene informazioni ricavate automaticamente dalle voci biografiche con l'ausilio del template Bio e di un bot. L'aggiornamento è periodico e automatico e ricostruisce completamente la pagina. Se manca una persona in questa lista, sei pregato di non aggiungerla, ma accertati piuttosto che la sua voce biografica contenga il template Bio e che i dati anagrafici siano correttamente compilati. Se il template Bio manca, inseriscilo tu stesso o, in alternativa, metti l'avviso {{tmp\|Bio}} che ne segnala la mancanza. Se i dati riportati sono sbagliati, correggi direttamente la voce biografica; le modifiche saranno visibili in questa lista entro pochi giorni. Per chiarimenti vedi il progetto biografie. La lista contiene solo le 493 persone che sono citate nell'enciclopedia e per le quali è stato implementato correttamente il template Bio. Pagina aggiornata al 21 lug 2025. |

## I secolo a.C.(1)
- 8 a.C. - Quinto Orazio Flacco, poeta romano (n. 65 a.C.)

## IV secolo(1)
- 395 - Flavio Rufino, politico romano

## V secolo(1)
- 450 - Galla Placidia, imperatrice romana

## VI secolo(3)
- 511 - Clodoveo I, re franco
- 520 - Cungar di Ceredigion, vescovo gallese
- 543 - Siffredo di Carpentras, vescovo franco

## VII secolo(3)
- 602 - Maurizio, imperatore romano
- 602 - Teodosio, sovrano bizantino (n. 583)
- 689 - Giovanni III Semnudeo, arcivescovo cristiano orientale egiziano

## VIII secolo(1)
- 784 - Virgilio di Salisburgo, abate, vescovo e santo irlandese

## XI secolo(2)
- 1032 - Sigfrido di Münster, vescovo cattolico e abate tedesco
- 1040 - Gustavo di Rhuys, monaco cristiano inglese

## XII secolo(2)
- 1198 - Costanza d'Altavilla, nobile normanna (n. 1154)
- 1198 - Abraham Ben David, filosofo e rabbino francese

## XIII secolo(4)
- 1235 - Qutbuddin Bakhtiar Kaki, mistico indiano (n. 1173)
- 1248 - Ugrino Csák di Spalato, arcivescovo ungherese
- 1252 - Bianca di Castiglia, regina (n. 1188)
- 1261 - Atanasio III di Alessandria, vescovo cristiano orientale egiziano

## XIV secolo(5)
- 1321 - Francesco I Pico, condottiero e politico italiano
- 1329 - Mahaut d'Artois, contessa (n. 1268)
- 1346 - Gregorio del Sinai, monaco cristiano bizantino
- 1347 - Lippa Ariosti, nobildonna italiana
- 1382 - Philip van Artevelde, politico fiammingo

## XV secolo(2)
- 1457 - Neri di Gino Capponi, politico italiano (n. 1388)
- 1474 - Guillaume Dufay, compositore e teorico musicale francese

## XVI secolo(13)
- 1503 - Bernardino da Fossa, francescano e scrittore italiano (n. 1421)
- 1517 - Luca Baffa, condottiero albanese
- 1542 - Andrea Buondelmonti, arcivescovo cattolico italiano (n. 1465)
- 1542 - Robert Radcliffe, I conte di Sussex, politico britannico (n. 1483)
- 1543 - Girolamo Grimaldi, cardinale italiano
- 1553 - Şehzade Cihangir, principe ottomano (n. 1531)
- 1555 - Luigi d'Aviz, principe portoghese (n. 1506)
- 1570 - Jacopo Sansovino, architetto e scultore italiano (n. 1486)
- 1575 - Peter Carew, avventuriero, militare e politico britannico (n. 1514)
- 1579 - Simon Fizes de Sauve, politico francese (n. 1535)
- 1592 - Giulio Canani, cardinale e vescovo cattolico italiano (n. 1524)
- 1592 - Giovanni III di Svezia, re svedese (n. 1537)
- 1599 - Marco Pio di Savoia, nobile italiano (n. 1567)

## XVII secolo(12)
- 1620 - Francesco I di Pomerania, duca e vescovo luterano (n. 1577)
- 1632 - John Eliot, politico inglese (n. 1592)
- 1644 - Francisco Pacheco del Río, pittore spagnolo (n. 1564)
- 1654 - Pieter Meulener, pittore fiammingo (n. 1602)
- 1655 - Giovanni Battista Cantone, nobile e magistrato italiano (n. 1589)
- 1660 - John Finch, politico inglese (n. 1584)
- 1662 - Filippo Arrighetti, religioso, filosofo e grecista italiano (n. 1582)
- 1667 - Gaspard van den Bosch, arcivescovo cattolico belga (n. 1577)
- 1674 - Louis de Rohan, nobile francese (n. 1635)
- 1674 - Franciscus Van den Enden, gesuita, medico e poeta fiammingo (n. 1602)
- 1692 - Francesco Pianta, intagliatore italiano (n. 1634)
- 1700 - Olimpia Ludovisi, nobildonna italiana (n. 1656)

## XVIII secolo(24)
- 1703 - Basil Beaumont, ammiraglio britannico (n. 1669)
- 1714 - Giovanni Battista Sidotti, missionario italiano (n. 1667)
- 1720 - Domenico Federici, diplomatico e letterato italiano (n. 1633)
- 1723 - Filippo Ernesto I di Lippe-Alverdissen, nobile tedesco (n. 1659)
- 1733 - Giovanni Battista d'Embser, militare austriaco (n. 1669)
- 1751 - Charles François Paul Le Normant de Tournehem, politico francese (n. 1684)
- 1754 - Abraham de Moivre, matematico francese (n. 1667)
- 1755 - Anastasija Ivanovna Trubeckaja, nobildonna russa (n. 1700)
- 1757 - Pierre Lemonnier, matematico e filosofo francese (n. 1675)
- 1758 - Senesino, cantante castrato italiano (n. 1686)
- 1763 - Isabella di Borbone-Parma, nobile spagnola (n. 1741)
- 1764 - Aleksandr Aleksandrovič Menšikov, nobile e ufficiale russo (n. 1714)
- 1765 - Odoardo Corsini, religioso, matematico e filosofo italiano (n. 1702)
- 1766 - Juan Francisco de Güemes y Horcasitas, generale spagnolo (n. 1681)
- 1769 - Kamo no Mabuchi, poeta, filologo e filosofo giapponese (n. 1697)
- 1775 - Johann Faccius, teologo, filosofo e filologo tedesco (n. 1698)
- 1775 - Semën Kirillovič Naryškin, ambasciatore russo (n. 1710)
- 1777 - José Rodríguez de la Oliva, pittore e scultore spagnolo (n. 1695)
- 1779 - Josse Boutmy, compositore, organista e clavicembalista belga (n. 1697)
- 1779 - Gioacchino Martorana, pittore italiano (n. 1735)
- 1780 - Girolamo Luigi Crivelli, vescovo cattolico italiano (n. 1746)
- 1788 - Francesca Bicetti de Buttinoni, poetessa italiana (n. 1712)
- 1794 - Marco Forcellini, poeta, letterato e magistrato italiano (n. 1712)
- 1799 - Leopold Keckheisen, pittore austriaco (n. 1726)

## XIX secolo(60)
- 1801 - Pierre-Paul Lemercier de La Rivière de Saint-Médard, economista francese (n. 1719)
- 1801 - Dar'ja Nikolaevna Saltykova, serial killer russa (n. 1730)
- 1802 - John Baptista Ashe, militare e politico statunitense (n. 1748)
- 1810 - Francesco Bianchi, compositore italiano (n. 1752)
- 1811 - Gaspar Melchor de Jovellanos, politico, scrittore e filosofo spagnolo (n. 1744)
- 1812 - Domenico Cocoli, matematico e fisico italiano (n. 1747)
- 1825 - Antoine-Athanase Royer-Collard, medico e psichiatra francese (n. 1768)
- 1829 - Ercole Gasparini, architetto italiano (n. 1771)
- 1831 - Costanza Moscheni, poetessa italiana (n. 1786)
- 1836 - Carlo Francesco Frasconi, presbitero, archivista e storiografo italiano (n. 1754)
- 1836 - Carle Vernet, pittore e litografo francese (n. 1758)
- 1838 - Georges Mouton, generale francese (n. 1770)
- 1849 - Te Rauparaha, condottiero neozelandese (n. 1768)
- 1850 - Emilia Giuliani, chitarrista e compositrice italiana (n. 1813)
- 1852 - Ada Lovelace, nobildonna e matematica britannica (n. 1815)
- 1854 - Andrea Francesco Cozzi, chimico e farmacista italiano (n. 1796)
- 1855 - Jacques Arago, scrittore francese (n. 1790)
- 1855 - Giuseppe Brunati, presbitero, letterato e storico italiano (n. 1794)
- 1860 - Ludwig Rellstab, poeta e critico musicale tedesco (n. 1799)
- 1863 - Gaetano De Peppo, politico italiano (n. 1804)
- 1863 - Giuseppe Jacquemoud, magistrato e politico italiano (n. 1802)
- 1864 - Pietro Bagatti Valsecchi, pittore e miniaturista italiano (n. 1802)
- 1864 - Teodor Narbutt, storico e ingegnere lituano (n. 1784)
- 1865 - Johann Jakob Sutter, politico svizzero (n. 1812)
- 1868 - Pentola Nera, condottiero nativo americano
- 1869 - José Hilario López, politico colombiano (n. 1798)
- 1871 - Jean Baptiste Félix Descuret, medico e scrittore francese (n. 1795)
- 1872 - Charles-François Duvernoy, basso-baritono francese (n. 1796)
- 1872 - Agustín Morales, politico boliviano (n. 1808)
- 1873 - Auguste de La Rive, fisico svizzero (n. 1801)
- 1875 - Richard Christopher Carrington, astronomo inglese (n. 1826)
- 1875 - Eugène Schneider, imprenditore e politico francese (n. 1805)
- 1876 - Karl Wilhelm Pohlke, pittore e matematico tedesco (n. 1810)
- 1877 - Lucjan Siemieński, poeta, traduttore e critico letterario polacco (n. 1807)
- 1879 - George Lambton, II conte di Durham, nobile inglese (n. 1828)
- 1880 - George Bibb Crittenden, generale statunitense (n. 1812)
- 1880 - Adolf Klügmann, archeologo e numismatico tedesco (n. 1837)
- 1880 - Luigi Seyssel d'Aix, politico italiano (n. 1820)
- 1884 - Fanny Elssler, danzatrice austriaca (n. 1810)
- 1885 - Andrea Maffei, poeta, librettista e traduttore italiano (n. 1798)
- 1885 - Federico di Schleswig-Holstein-Sonderburg-Glücksburg, sovrano tedesco (n. 1814)
- 1887 - Marianna Barbieri-Nini, soprano italiano (n. 1818)
- 1888 - Wilhelm Hertenstein, militare svizzero (n. 1825)
- 1889 - Wilhelm Michler, chimico tedesco (n. 1846)
- 1890 - Emanuele Muzio, compositore e direttore d'orchestra italiano (n. 1821)
- 1890 - Luigi Nicora, vescovo cattolico italiano (n. 1829)
- 1891 - Victor Brooke, naturalista britannico (n. 1843)
- 1893 - Stephen Wilcox, inventore e imprenditore statunitense (n. 1830)
- 1894 - Johanna von Puttkamer, nobile tedesca (n. 1824)
- 1895 - Ernest de Boigne, politico francese (n. 1829)
- 1895 - Alexandre Dumas figlio, scrittore e drammaturgo francese (n. 1824)
- 1896 - William Francis Ainsworth, viaggiatore, geologo e medico inglese (n. 1807)
- 1896 - Carlo Valenziani, orientalista italiano (n. 1831)
- 1896 - Elisabetta di Schwarzburg-Rudolstadt, principessa tedesca (n. 1833)
- 1897 - James Bateman, botanico inglese (n. 1811)
- 1899 - Constant Fornerod, politico svizzero (n. 1819)
- 1899 - Guido Gezelle, prete e poeta belga (n. 1830)
- 1900 - Arturo Conti, architetto italiano (n. 1823)
- 1900 - Cushman Kellogg Davis, politico statunitense (n. 1838)
- 1900 - Maximilian Yorck von Wartenburg, militare e storico prussiano (n. 1850)

## XX secolo(248)
- 1901 - Clement Studebaker, imprenditore statunitense (n. 1831)
- 1902 - Gabriele Luigi Pecile, agronomo e politico italiano (n. 1826)
- 1903 - Antonino Parlapiano, politico italiano (n. 1839)
- 1904 - Paul Tannery, matematico, storico e divulgatore scientifico francese (n. 1843)
- 1905 - Giacomo Manuelli, chimico, fisico e ingegnere italiano (n. 1834)
- 1907 - Paul Ritter, pittore tedesco (n. 1829)
- 1908 - Knud Bergslien, pittore norvegese (n. 1827)
- 1908 - Albert Gaudry, geologo e paleontologo francese (n. 1827)
- 1909 - Luigi Maria Alfonso di Borbone Due Sicilie, nobile (n. 1845)
- 1911 - Josef Anton Schobinger, politico e architetto svizzero (n. 1849)
- 1912 - Jules Cazot, politico e magistrato francese (n. 1821)
- 1913 - Rudolf Smend, teologo tedesco (n. 1851)
- 1914 - James Addison Reavis, truffatore statunitense (n. 1843)
- 1915 - Charles René Zeiller, botanico e paleontologo francese (n. 1847)
- 1915 - Ernesto Rubin de Cervin, ammiraglio italiano (n. 1860)
- 1916 - Carolina Invernizio, scrittrice italiana (n. 1851)
- 1916 - Pedro Vasena, imprenditore italiano (n. 1846)
- 1916 - Émile Verhaeren, poeta belga (n. 1855)
- 1917 - Julia Widgrén, fotografa finlandese (n. 1842)
- 1918 - Belfort Duarte, calciatore, allenatore di calcio e dirigente sportivo brasiliano (n. 1883)
- 1918 - Bohumil Kubišta, pittore e critico d'arte ceco (n. 1884)
- 1919 - Arthur Sloggett, medico e generale inglese (n. 1857)
- 1920 - Luigi Bertelli, scrittore, giornalista e poeta italiano (n. 1860)
- 1920 - Emilio Bossi, giornalista, avvocato e politico svizzero (n. 1871)
- 1920 - Alexius Meinong, filosofo austriaco (n. 1853)
- 1922 - Caroline Hampton, infermiera statunitense (n. 1861)
- 1922 - Arturo Issel, scienziato, geologo e paleontologo italiano (n. 1842)
- 1922 - Alice Meynell, poetessa inglese (n. 1847)
- 1923 - Arthur Bambridge, calciatore inglese (n. 1861)
- 1923 - Tage Reedtz-Thott, politico danese (n. 1839)
- 1924 - Augusto Brusconi, architetto e funzionario italiano (n. 1859)
- 1925 - Giuseppe Cambiaghi, imprenditore italiano (n. 1851)
- 1925 - Magnus Enckell, pittore finlandese (n. 1870)
- 1925 - Roger de La Fresnaye, pittore francese (n. 1885)
- 1927 - Giovanni Agusta, pioniere dell'aviazione italiano (n. 1879)
- 1927 - Vittorio de Riccabona, politico italiano (n. 1844)
- 1929 - Luigi Saraceni, avvocato e politico italiano (n. 1862)
- 1930 - Herby Arthur, calciatore inglese (n. 1863)
- 1930 - Gaetano Majorana, avvocato, economista e politico italiano (n. 1859)
- 1931 - David Bruce, patologo e microbiologo scozzese (n. 1855)
- 1931 - Lya De Putti, attrice ungherese (n. 1897)
- 1931 - Antonio Marazzi, diplomatico e antropologo italiano (n. 1845)
- 1931 - Hoke Smith, politico e editore statunitense (n. 1855)
- 1933 - Cesare Nava, ingegnere, architetto e politico italiano (n. 1861)
- 1934 - Baby Face Nelson, criminale statunitense (n. 1908)
- 1934 - Mitrofan Borisovič Grekov, pittore sovietico (n. 1882)
- 1935 - Friedrich Rosen, orientalista, diplomatico e politico tedesco (n. 1856)
- 1936 - Álvaro Alcalá Galiano y Vildósola, pittore e decoratore spagnolo (n. 1873)
- 1936 - Edward Bach, medico e scrittore britannico (n. 1886)
- 1936 - Chester A. Lyons, direttore della fotografia statunitense (n. 1885)
- 1936 - Basil Zaharoff, imprenditore e banchiere greco (n. 1849)
- 1937 - Yeghishe Charents, poeta e scrittore armeno (n. 1897)
- 1937 - Felix Hamrin, politico svedese (n. 1875)
- 1937 - Gerard Krekelberg, insegnante e compositore olandese (n. 1864)
- 1937 - Luigi Manusardi, militare italiano (n. 1891)
- 1937 - Daniil Egorovič Sulimov, politico sovietico (n. 1890)
- 1938 - Aloïs Boudry, pittore belga (n. 1851)
- 1938 - Romolo Carpi, tiratore di fune e sollevatore italiano (n. 1889)
- 1938 - Otto Dempwolff, linguista e antropologo tedesco (n. 1871)
- 1938 - Elia Volpi, mercante d'arte, antiquario e pittore italiano (n. 1858)
- 1939 - Guido Cucci, militare italiano (n. 1907)
- 1940 - Arnolfo Bacotich, storico e giornalista italiano (n. 1875)
- 1940 - Italo Gherardini, ufficiale e aviatore italiano (n. 1915)
- 1940 - Henri Guillaumet, militare e aviatore francese (n. 1902)
- 1940 - Nicolae Iorga, storico, politico e museologo rumeno (n. 1871)
- 1940 - Nicola Magaldi, ufficiale e aviatore italiano (n. 1911)
- 1941 - Sergej Aleksandrovič Lobovikov, fotografo russo (n. 1870)
- 1941 - Stanisław Szulmiński, presbitero polacco (n. 1894)
- 1942 - Hermann August Theodor Harms, botanico tedesco (n. 1870)
- 1942 - Bronislao Kostkowski, religioso polacco (n. 1915)
- 1942 - Michail Andreevič Osorgin, scrittore, giornalista e saggista russo (n. 1878)
- 1942 - Giuseppe Tarditi, generale italiano (n. 1865)
- 1943 - Ivo Lola Ribar, politico jugoslavo (n. 1916)
- 1944 - Giovanni Battista Ghersi, militare e politico italiano (n. 1861)
- 1944 - Leonid Isaakovič Mandel'štam, fisico e scienziato sovietico (n. 1879)
- 1944 - Franco Martelli, militare e partigiano italiano (n. 1911)
- 1944 - Pietro Scevola, nuotatore, allenatore di calcio e calciatore italiano (n. 1900)
- 1945 - Georg Scholz, pittore tedesco (n. 1890)
- 1945 - Robert Zahn, archeologo tedesco (n. 1870)
- 1946 - Rudolf Droz, calciatore tedesco (n. 1888)
- 1946 - Carlo Iberti, scrittore italiano (n. 1874)
- 1946 - Calogero Angelo Sacheli, filosofo e scrittore italiano (n. 1890)
- 1948 - Jack Delaney, pugile canadese (n. 1900)
- 1948 - George Elliott, calciatore inglese (n. 1889)
- 1948 - Luca Orsini Baroni, diplomatico e politico italiano (n. 1871)
- 1948 - Kurt Schupke, militare tedesco (n. 1898)
- 1949 - Charles F. Haanel, scrittore statunitense (n. 1866)
- 1949 - Vincenzo Irolli, pittore italiano (n. 1860)
- 1951 - Kingsley Benedict, attore, sceneggiatore e produttore cinematografico statunitense (n. 1878)
- 1951 - Božena Slančíková-Timrava, scrittrice e drammaturga slovacca (n. 1867)
- 1952 - Maurice Prévost, pioniere dell'aviazione e aviatore francese (n. 1887)
- 1953 - Henri Bernstein, drammaturgo francese (n. 1876)
- 1953 - Eugene O'Neill, drammaturgo statunitense (n. 1888)
- 1953 - Giuseppe Renzetti, diplomatico e militare italiano (n. 1891)
- 1954 - Juan Gualberto Guevara, cardinale e arcivescovo cattolico peruviano (n. 1882)
- 1954 - Egil Lærum, calciatore norvegese (n. 1921)
- 1955 - Arthur Honegger, compositore svizzero (n. 1892)
- 1955 - Emma Jung, psicologa svizzera (n. 1882)
- 1955 - William Nigh, regista, sceneggiatore e attore statunitense (n. 1881)
- 1956 - Hugo Ballin, pittore, scenografo e regista statunitense (n. 1879)
- 1956 - John Carr, attore statunitense (n. 1904)
- 1956 - Romano Righi, ingegnere e imprenditore italiano (n. 1873)
- 1956 - Waldemar Kaempffert, divulgatore scientifico e giornalista statunitense (n. 1877)
- 1957 - Harold Annison, nuotatore e pallanuotista britannico (n. 1895)
- 1957 - Giampiero Murer, calciatore italiano (n. 1897)
- 1957 - Adrian Stoop, dirigente sportivo britannico (n. 1883)
- 1958 - Georgi Damjanov, politico bulgaro (n. 1892)
- 1958 - Walter Pach, incisore, pittore e critico d'arte statunitense (n. 1883)
- 1958 - Artur Rodziński, direttore d'orchestra polacco (n. 1892)
- 1959 - Grenville Morris, calciatore gallese (n. 1877)
- 1960 - Giuseppe De Carli, militare italiano (n. 1897)
- 1960 - Gunnar Kaasen, norvegese (n. 1882)
- 1961 - Alban Curteis, ammiraglio britannico (n. 1887)
- 1962 - August Lass, calciatore estone (n. 1903)
- 1963 - Edoardo Catto, calciatore italiano (n. 1900)
- 1963 - Giovanni Lamberti, politico italiano (n. 1906)
- 1964 - Lajos Lutz, calciatore e allenatore di calcio ungherese (n. 1900)
- 1964 - Lina Waterfield, giornalista e scrittrice britannica (n. 1874)
- 1965 - Alfeo Corassori, politico italiano (n. 1903)
- 1966 - Jean Hervé, rugbista a 15 e attore francese (n. 1884)
- 1966 - Zinovij Alekseevič Peškov, generale e diplomatico francese (n. 1884)
- 1967 - Giacomo Belotti, pittore italiano (n. 1887)
- 1967 - Léon M'ba, politico gabonese (n. 1902)
- 1967 - Ettore Panizza, compositore e direttore d'orchestra argentino (n. 1875)
- 1967 - Giuseppe Totti, calciatore italiano (n. 1920)
- 1968 - Edward Bruce, X conte di Elgin, ufficiale scozzese (n. 1881)
- 1968 - Pier Giacomo Castiglioni, architetto e designer italiano (n. 1913)
- 1968 - Karel Hromádka, calciatore cecoslovacco (n. 1903)
- 1968 - Gino Roncaglia, musicologo e critico musicale italiano (n. 1883)
- 1968 - Hermann von Valta, bobbista tedesco (n. 1900)
- 1969 - Honorio Delgado, psichiatra e filosofo peruviano (n. 1892)
- 1969 - Elio Luxardo, fotografo italiano (n. 1908)
- 1969 - László Székely, allenatore di calcio e calciatore ungherese (n. 1910)
- 1970 - Jaap van de Griend, calciatore olandese (n. 1904)
- 1970 - Helene Madison, nuotatrice statunitense (n. 1913)
- 1971 - Edgar Bain, chimico statunitense (n. 1891)
- 1971 - Barão de Itararé, giornalista, scrittore e umorista brasiliano (n. 1895)
- 1971 - Joe Guyon, giocatore di football americano statunitense (n. 1892)
- 1971 - Rudolf Koch-Erpach, generale tedesco (n. 1886)
- 1971 - Giovanni Lazanio, architetto italiano (n. 1900)
- 1972 - Robert Schurrer, velocista francese (n. 1890)
- 1973 - Salvatore Biondi, collezionista d'arte e storico italiano (n. 1885)
- 1973 - Arthur Palmer, tennista britannico (n. 1886)
- 1974 - Vincenzo Costa, politico e generale italiano (n. 1900)
- 1975 - Gonzalo Aparicio, cestista ecuadoriano (n. 1918)
- 1975 - Mór Korach, ingegnere chimico ungherese (n. 1888)
- 1975 - Alberto Massimino, ingegnere italiano (n. 1895)
- 1975 - Ross McWhirter, scrittore, attivista e conduttore televisivo inglese (n. 1925)
- 1975 - Nicola Papa, allenatore di calcio e calciatore italiano (n. 1897)
- 1976 - Diego Valeri, poeta, traduttore e saggista italiano (n. 1887)
- 1977 - Mart Laga, cestista sovietico (n. 1936)
- 1977 - Giuseppe Tortora, politico italiano (n. 1921)
- 1977 - Ugo Tristani, sceneggiatore italiano (n. 1922)
- 1978 - Annette Frances Braun, entomologa statunitense (n. 1884)
- 1978 - Josef Hirtreiter, militare tedesco (n. 1909)
- 1978 - Roberto Larraz, schermidore argentino (n. 1898)
- 1978 - Harvey Milk, politico statunitense (n. 1930)
- 1978 - George Moscone, politico statunitense (n. 1929)
- 1978 - Susan Shaw, attrice inglese (n. 1929)
- 1978 - Ernst Schirlitz, ammiraglio tedesco (n. 1893)
- 1978 - Joseph Marie Trịnh Như Khuê, cardinale e arcivescovo cattolico vietnamita (n. 1898)
- 1979 - Begum Jahan Shah Nawaz Ara, politica e attivista pakistana (n. 1896)
- 1979 - Jerome Cavanagh, politico statunitense (n. 1928)
- 1979 - Walter Dietrich, calciatore e allenatore di calcio svizzero (n. 1902)
- 1979 - Francesco Menzio, pittore italiano (n. 1899)
- 1979 - Domenico Taverna, poliziotto italiano (n. 1921)
- 1980 - Ferenc Hepp, arbitro di pallacanestro e dirigente sportivo ungherese (n. 1909)
- 1981 - Cláudio Coutinho, allenatore di calcio brasiliano (n. 1939)
- 1981 - Giovanni Gioia, politico italiano (n. 1925)
- 1981 - Hermann Krumey, poliziotto tedesco (n. 1905)
- 1981 - Lotte Lenya, attrice e cantante austriaca (n. 1898)
- 1981 - Carlo Marcello Rietmann, giornalista, critico letterario e commediografo italiano (n. 1905)
- 1981 - Epaminonda Ronconi, ciclista su strada italiano (n. 1904)
- 1982 - Camillo Bertarelli, ciclista su strada italiano (n. 1886)
- 1982 - Ermanno Buffa di Perrero, insegnante italiano (n. 1908)
- 1982 - Ludovico Paternò delle Sciare, militare e partigiano italiano (n. 1908)
- 1982 - René Quitral, calciatore cileno (n. 1920)
- 1982 - Alessandro Trabucchi, militare italiano (n. 1892)
- 1982 - Nina Šaternikova, attrice sovietica (n. 1902)
- 1983 - Jorge Ibargüengoitia, drammaturgo e scrittore messicano (n. 1928)
- 1983 - Semën Denisovič Ignat'ev, politico sovietico (n. 1904)
- 1983 - Rosa Sabater, pianista spagnola (n. 1929)
- 1983 - Manuel Scorza, scrittore e politico peruviano (n. 1928)
- 1984 - Melvin Evans, politico e diplomatico americo-verginiano (n. 1917)
- 1984 - Battista Pederzoli, calciatore italiano (n. 1901)
- 1985 - Fernand Braudel, storico francese (n. 1902)
- 1985 - Harry Harvey, attore statunitense (n. 1901)
- 1985 - André Hunebelle, regista francese (n. 1896)
- 1985 - Rendra Karno, attore indonesiano (n. 1920)
- 1986 - Andrea Cefaly junior, pittore italiano (n. 1901)
- 1986 - Leonard Harrison Matthews, zoologo britannico (n. 1901)
- 1986 - Robert Priestley, scenografo statunitense (n. 1901)
- 1986 - Steve Tracy, attore statunitense (n. 1952)
- 1986 - Géza von Radványi, regista, sceneggiatore e produttore cinematografico ungherese (n. 1907)
- 1987 - Guido Martuscelli, politico italiano (n. 1905)
- 1987 - Oliviero Mascheroni, calciatore italiano (n. 1914)
- 1987 - Ernest Severn, attore statunitense (n. 1933)
- 1988 - Angela Aames, attrice statunitense (n. 1956)
- 1988 - John Carradine, attore statunitense (n. 1906)
- 1988 - Johannes Hendrikus Donner, scacchista e scrittore olandese (n. 1927)
- 1989 - Mario Allorini, calciatore italiano (n. 1908)
- 1989 - Trude von Molo, attrice austriaca (n. 1906)
- 1989 - Carlos Arias Navarro, politico spagnolo (n. 1908)
- 1989 - Norma Nichols, attrice statunitense (n. 1894)
- 1990 - Carlo Boccassi, politico e partigiano italiano (n. 1901)
- 1990 - Paddy Sheriff, cestista irlandese (n. 1926)
- 1990 - Italo Tomassi, pittore e scenografo italiano (n. 1910)
- 1990 - David White, attore statunitense (n. 1916)
- 1991 - Vilém Flusser, filosofo, scrittore e giornalista ceco (n. 1920)
- 1992 - Willi Faust, pilota motociclistico tedesco (n. 1924)
- 1992 - Ivan Generalić, pittore croato (n. 1914)
- 1992 - Daniel Santos, musicista portoricano (n. 1916)
- 1993 - Einar Landvik, combinatista nordico norvegese (n. 1898)
- 1993 - Guido Masetti, allenatore di calcio e calciatore italiano (n. 1907)
- 1993 - Demetrio Zaccaria, imprenditore italiano (n. 1912)
- 1994 - Harald Christensen, pistard danese (n. 1907)
- 1994 - Renato Colombo, politico italiano (n. 1925)
- 1994 - Tom Johnston, allenatore di calcio e calciatore scozzese (n. 1918)
- 1994 - Rufina Nifontova, attrice sovietica (n. 1931)
- 1995 - Giancarlo Baghetti, pilota automobilistico e giornalista italiano (n. 1934)
- 1995 - José Martín Colmenarejo, ciclista su strada spagnolo (n. 1936)
- 1995 - Mārtiņš Zemītis, calciatore lettone (n. 1896)
- 1996 - Aloysio Borges, pentatleta e schermidore brasiliano (n. 1917)
- 1996 - Fabio Luca Cavazza, editore italiano (n. 1927)
- 1996 - Vladimir Firm, calciatore jugoslavo (n. 1923)
- 1996 - Vittorio Emanuele Giuntella, storico e militare italiano (n. 1913)
- 1996 - Pasquale Salvucci, storico della filosofia e politico italiano (n. 1924)
- 1996 - Václav Sršeň, calciatore cecoslovacco (n. 1925)
- 1997 - Walter Binni, critico letterario, politico e italianista italiano (n. 1913)
- 1997 - Fritz Bornmann, filologo classico italiano (n. 1929)
- 1997 - Eduardo Kingman, artista ecuadoriano (n. 1913)
- 1997 - Malcolm Knowles, educatore statunitense (n. 1913)
- 1997 - Buck Leonard, giocatore di baseball statunitense (n. 1907)
- 1997 - Pietro Scarpini, pianista italiano (n. 1911)
- 1998 - Barbara Acklin, cantante statunitense (n. 1943)
- 1998 - Edoardo Benvenuto, ingegnere italiano (n. 1940)
- 1998 - Gloria Fuertes, poetessa e scrittrice spagnola (n. 1917)
- 1998 - Jozef IJsewijn, latinista e filologo classico belga (n. 1932)
- 1998 - Herman Murray, hockeista su ghiaccio canadese (n. 1909)
- 1999 - Vera Colombo, ballerina italiana (n. 1931)
- 1999 - Arturo Fernández, calciatore e allenatore di calcio peruviano (n. 1906)
- 1999 - William S. Heckscher, storico dell'arte tedesco (n. 1904)
- 1999 - Hiro Matsuda, wrestler giapponese (n. 1937)
- 1999 - Alain Peyrefitte, politico, diplomatico e scrittore francese (n. 1925)
- 2000 - Anne Barton, attrice statunitense (n. 1924)
- 2000 - Elena Cernei, mezzosoprano rumeno (n. 1924)
- 2000 - Len Shackleton, calciatore britannico (n. 1922)
- 2000 - George Wells, sceneggiatore e produttore cinematografico statunitense (n. 1909)

## XXI secolo(110)
- 2001 - Sirio Corona, vigile del fuoco italiano (n. 1974)
- 2001 - Fabio Di Lorenzo, vigile del fuoco italiano (n. 1964)
- 2001 - Danilo Di Veglia, vigile del fuoco italiano (n. 1962)
- 2001 - Marguerite Nicolas, altista francese (n. 1916)
- 2002 - William Assandri, fisarmonicista italiano (n. 1934)
- 2002 - Billie Bird, attrice statunitense (n. 1908)
- 2002 - Thor Lunde, calciatore norvegese (n. 1924)
- 2002 - Wolfgang Preiss, attore tedesco (n. 1910)
- 2002 - Miguel Ramos Vargas, calciatore spagnolo (n. 1942)
- 2002 - Pascasio Sola, calciatore argentino (n. 1928)
- 2003 - Duck Dowell, cestista e allenatore di pallacanestro statunitense (n. 1912)
- 2003 - Arthur Greenslade, direttore d'orchestra, arrangiatore e pianista inglese (n. 1923)
- 2003 - Riccardo Malipiero, compositore italiano (n. 1914)
- 2003 - Will Quadflieg, attore e regista tedesco (n. 1914)
- 2003 - Marjorie Reeves, storica britannica (n. 1905)
- 2003 - Wendy Wyland, tuffatrice statunitense (n. 1964)
- 2004 - Pietro Giannattasio, generale e politico italiano (n. 1931)
- 2004 - Gunder Hägg, mezzofondista svedese (n. 1918)
- 2004 - Alberto Salinas, fumettista argentino (n. 1932)
- 2004 - Velimir Valenta, canottiere jugoslavo (n. 1929)
- 2005 - William Hatcher, filosofo, matematico e educatore canadese (n. 1935)
- 2005 - Joe Jones, cantautore, produttore discografico e avvocato statunitense (n. 1926)
- 2005 - Marc Lawrence, attore e regista statunitense (n. 1910)
- 2006 - Bertil Antonsson, lottatore svedese (n. 1921)
- 2007 - Giovan Battista Bertagni, militare e partigiano italiano (n. 1921)
- 2007 - Ugo Gastaldi, storico italiano (n. 1910)
- 2007 - Svein Johannessen, scacchista norvegese (n. 1937)
- 2007 - Sean Taylor, giocatore di football americano statunitense (n. 1983)
- 2007 - Bill Willis, giocatore di football americano statunitense (n. 1921)
- 2008 - Adi Da Samraj, personalità religiosa e artista statunitense (n. 1939)
- 2008 - Gertrude Liebhart, canoista austriaca (n. 1928)
- 2008 - Patricia Marand, attrice statunitense (n. 1934)
- 2008 - Pekka Pohjola, compositore finlandese (n. 1952)
- 2008 - Vishwanath Pratap Singh, politico indiano (n. 1931)
- 2009 - Ruslan Ašuraliev, lottatore sovietico (n. 1950)
- 2009 - Jacques Baratier, regista e sceneggiatore francese (n. 1918)
- 2009 - Bruno Pupparo, tecnico del suono italiano (n. 1959)
- 2009 - Ernesto Treccani, pittore italiano (n. 1920)
- 2010 - Marcel Flückiger, calciatore svizzero (n. 1929)
- 2010 - Irvin Kershner, regista, direttore della fotografia e produttore cinematografico statunitense (n. 1923)
- 2010 - Orlando Peralta, cestista argentino (n. 1930)
- 2010 - Jack Rocker, cestista statunitense (n. 1922)
- 2010 - Miodrag Đurić, artista montenegrino (n. 1933)
- 2011 - Annita Malavasi, partigiana italiana (n. 1921)
- 2011 - April Phumo, allenatore di calcio sudafricano (n. 1937)
- 2011 - Robert Psenner, hockeista su ghiaccio italiano (n. 1942)
- 2011 - Ken Russell, regista e sceneggiatore britannico (n. 1927)
- 2011 - Eugenia Sacerdote de Lustig, medica italiana (n. 1910)
- 2011 - Gary Speed, calciatore e allenatore di calcio gallese (n. 1969)
- 2011 - Alan Taylor, bassista e produttore discografico inglese (n. 1947)
- 2012 - Giuseppe Fassino, politico italiano (n. 1924)
- 2012 - Érik Izraelewicz, giornalista francese (n. 1954)
- 2012 - Pascal Kalemba, calciatore della Repubblica Democratica del Congo (n. 1979)
- 2012 - Jorma Limmonen, pugile finlandese (n. 1934)
- 2012 - Herbert Oberhofer, calciatore austriaco (n. 1955)
- 2012 - Lennart Samuelsson, allenatore di calcio e calciatore svedese (n. 1924)
- 2013 - Attilio Bravi, lunghista italiano (n. 1936)
- 2013 - Enrico Nicchi, calciatore italiano (n. 1937)
- 2013 - Nílton Santos, calciatore brasiliano (n. 1925)
- 2014 - Roberto Ciaccio, artista italiano (n. 1951)
- 2014 - Phillip Hughes, crickettista australiano (n. 1988)
- 2014 - P. D. James, scrittrice, funzionaria e politica britannica (n. 1920)
- 2014 - Jack Kyle, rugbista a 15 e medico britannico (n. 1926)
- 2014 - Kalai Strode, sceneggiatore, attore e compositore statunitense (n. 1946)
- 2015 - Pier Angelo Boffi, calciatore svizzero (n. 1946)
- 2015 - Luca De Filippo, attore e regista teatrale italiano (n. 1948)
- 2015 - Barbro Hiort af Ornäs, attrice svedese (n. 1921)
- 2015 - Philippe Washer, tennista belga (n. 1924)
- 2016 - Gordana Baraga, cestista jugoslava (n. 1935)
- 2016 - Arnaldo Ferrara, generale e funzionario italiano (n. 1920)
- 2016 - Valerie Gaunt, attrice britannica (n. 1932)
- 2016 - Iōannīs Grivas, politico e magistrato greco (n. 1923)
- 2017 - Paolo Vallorz, pittore italiano (n. 1931)
- 2018 - Fabio Rossato, fisarmonicista e compositore italiano (n. 1970)
- 2019 - Vittorio Congia, attore e doppiatore italiano (n. 1930)
- 2019 - Stephan Danailov, politico e attore bulgaro (n. 1942)
- 2019 - Godfrey Gao, modello, attore e personaggio televisivo taiwanese (n. 1984)
- 2019 - Brad Gobright, alpinista statunitense (n. 1988)
- 2019 - Jonathan Miller, regista teatrale, attore e conduttore televisivo britannico (n. 1934)
- 2019 - Bruno Nicolè, calciatore italiano (n. 1940)
- 2020 - Kevin Burnham, velista statunitense (n. 1956)
- 2020 - Selva Casal, poetessa uruguaiana (n. 1927)
- 2020 - Luis Grimaldi, allenatore di calcio uruguaiano (n. 1937)
- 2020 - Mohsen Fakhrizadeh, fisico iraniano (n. 1958)
- 2021 - Adolfo, stilista cubano (n. 1923)
- 2021 - Curley Culp, giocatore di football americano statunitense (n. 1946)
- 2021 - Pierangelo Giovanolla, politico italiano (n. 1950)
- 2021 - Almudena Grandes, scrittrice spagnola (n. 1960)
- 2021 - Eddie Mekka, attore statunitense (n. 1952)
- 2021 - Ruy Ohtake, architetto brasiliano (n. 1938)
- 2021 - Giampaolo Tronchin, canottiere italiano (n. 1940)
- 2022 - Richard Kuuia Baawobr, cardinale e vescovo cattolico ghanese (n. 1959)
- 2022 - Robert Blum, schermidore statunitense (n. 1928)
- 2022 - Gábor Csapó, pallanuotista ungherese (n. 1950)
- 2022 - Daniela Maccelli, ginnasta italiana (n. 1949)
- 2022 - Maurice Norman, calciatore inglese (n. 1934)
- 2022 - Gianfranco Piccioli, produttore cinematografico, regista e sceneggiatore italiano (n. 1944)
- 2022 - Murray Waxman, cestista canadese (n. 1925)
- 2023 - Elise Boot, politica e giurista olandese (n. 1932)
- 2023 - Mary Cleave, astronauta e ingegnera statunitense (n. 1947)
- 2023 - Alessandro Figà Talamanca, matematico italiano (n. 1938)
- 2023 - Massimo Ghiotti, scultore italiano (n. 1938)
- 2023 - Paweł Huelle, scrittore, giornalista e dirigente d'azienda polacco (n. 1957)
- 2023 - Victor Kemper, direttore della fotografia statunitense (n. 1927)
- 2023 - Patrizia Onorato, calciatrice italiana (n. 1952)
- 2023 - Vanderlei Paiva Monteiro, allenatore di calcio e calciatore brasiliano (n. 1946)
- 2023 - Kurt Salterberg, militare tedesco (n. 1923)
- 2023 - Frances Sternhagen, attrice statunitense (n. 1930)
- 2024 - Adam Somner, regista e produttore cinematografico britannico (n. 1967)
- 2024 - Mario Valeri, calciatore italiano (n. 1949)

## Senza anno specificato(1)
- Ottone IV di Brandeburgo, nobile tedesco